# 千葉県立流山中央高等学校
千葉県立流山中央高等学校（ちばけんりつ ながれやまちゅうおうこうとうがっこう）は、千葉県流山市にあった公立の高等学校。2008年に千葉県立流山東高等学校と統合し、千葉県立流山おおたかの森高等学校となった。統合後も施設は引き続き使用されている。

## 所在地
- 〒270-0122 千葉県流山市大畔275-5

## 沿革
- 1976年4月 - 流山市最初の県立普通科高校として創立。
- 1982年 - 管理教育の一環として教師が生徒に行う暴行がきっかけとなって紛争が発生し、対応に苦慮した校長が服毒自殺。
- 2008年2月13日 - テニスコート裏でトラバサミに脚を挟まれ衰弱していた準絶滅危惧種のオオタカが本校教諭たちに保護され、保護団体に引き渡されてメディアで取り上げられた。

## 著名な出身者
- 油原丈著（元サッカー選手）
- 諸橋晴也（プロレスラー）